# E-型小行星
E-型小行星是表面被認為有頑火輝石和無粒隕石的小行星，它們在主帶中被稱為匈牙利族小行星中佔了很大部分的比率，但是在進入主帶的其他區卻很快的變得極為罕見。但是它們有些在遠離主帶內側的邊緣，像是神女星（安吉利娜）。它們被認為都是來自差異性極低的小行星地函。
它們有高反照率（0.3或更大），與較普通的M-型小行星有明顯的區別。它們的光譜沒有特徵只是平坦的紅化。或許是因為它們是來自母體的邊緣，而不是來自核心，E-型小行星都很小，只有3顆的直徑超過50公里，而且其他的都在25公里以下。頑火無球隕石（頑火輝石無粒隕石隕石體）相信是來自E-型小行星。這一類型的小行星在SMASS分類中可能會歸併在X-型小行星。